# التقسيم الإداري في الأردن

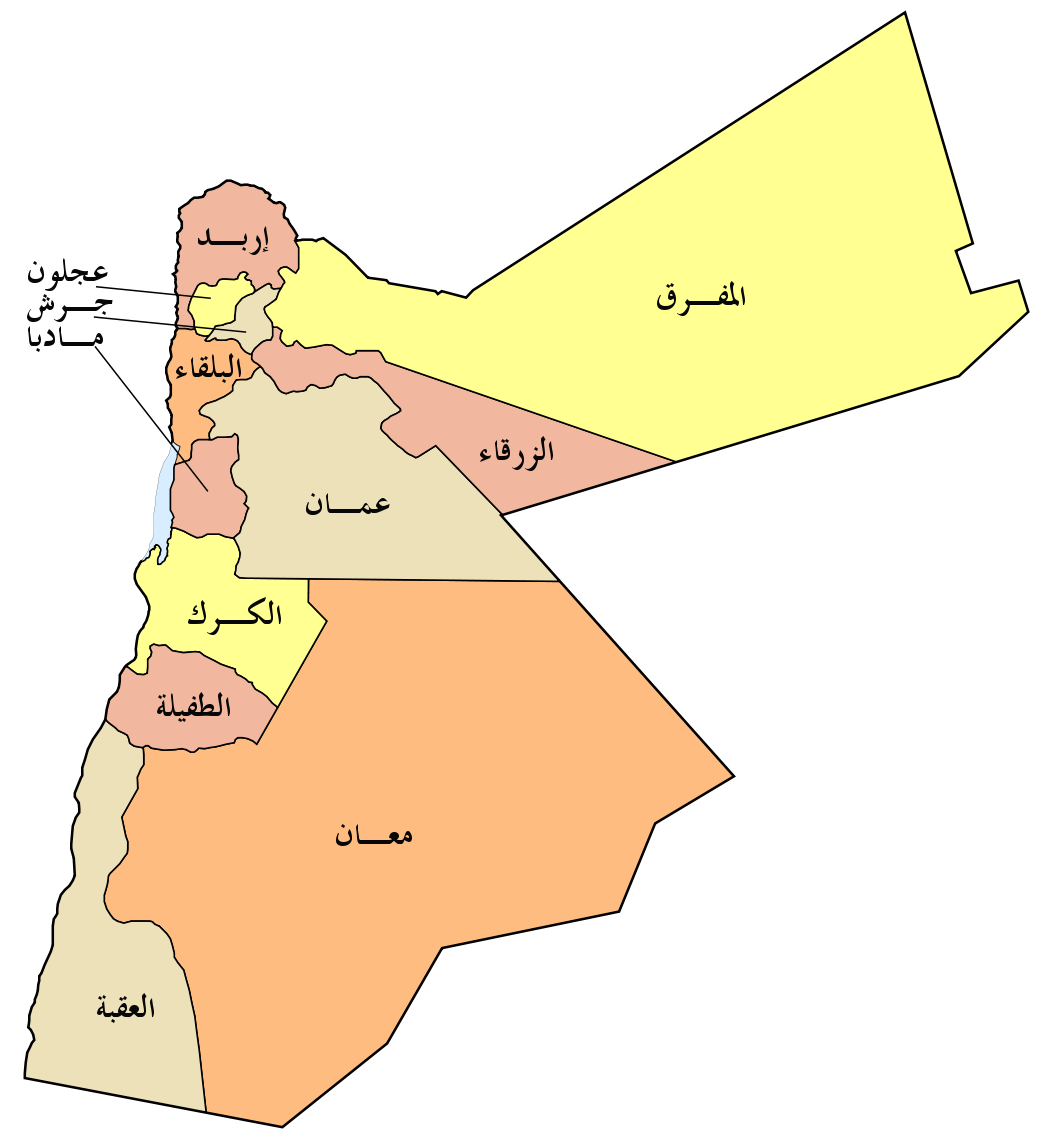
توزيع محافظات الأردن.

 التقسيمات الإدارية الأردنية تقسم المملكة إداريا إلى 12 محافظة، وتتألف المحافظات من ألوية وأقضية.
الحاكم الإداري هو المحافظ الذي يتولّى شؤون المحافظة، المتصرف باللواء، أما القضاء فيعين عليه مدير قضاء. المختار يعين مسؤولا عن حي أو عشيرة. التي يعلن وزير الداخلية في الجريدة الرسمية أنه حي أو عشيرة. ويعين مع المختار عدة أشخاص من الحي أو العشيرة كمساعدين للمختار في أعماله. وكذلك تقسم المدن والقصبات إلى أحياء أو وحدات عشائرية.

## تقسيمات المملكة
في عام 2000 قسمت المملكة إلى 12 محافظة:
1. العاصمة ومركزها عمان ويتبع لها (9) ألوية
2. إربد ومركزها مدينة إربد ويتبع لها (9) ألوية.
3. الكرك ومركزها مدينة الكرك ويتبع لها (7) ألوية.
4. البلقاء ومركزها مدينة السلط ويتبعها (5) ألوية.
5. المفرق ومركزها مدينة المفرق ويتبع لها (4) ألوية.
6. معان ومركزها مدينة معان ويتبع لها (4) ألوية.
7. الزرقاء ومركزها مدينة الزرقاء ويتبع لها (3) ألوية.
8. الطفيلة ومركزها مدينة الطفيلة ويتبع لها (3) ألوية.
9. مادبا ومركزها مدينة مادبا ويتبع لها لواءان.
10. عجلون ومركزها مدينة عجلون ويتبع لها لواءان.
11. العقبة ومركزها مدينة العقبة ويتبع لها لواءان.
12. جرش ومركزها مدينة جرش ويتبع لها لواءان.

## تاريخ
مرت الدولة الأردنية بعدد من التقسيمات الإدارية، التي بدأت من عهد الإمارة. ومن ذلك الوقت وحتّى وقتنا الحاضر نجمل المراحل التالية:
- مرحلة التقسيمات الإداريّة في عهد الإمارة: يمكن ملاحظة في هذه المرحلة، تفرعها لمرحلتين فرعيتين. بدأت أولهما بمرحلة (التقسيمات الإدارية من سنة 1921-1927) حيث تكون شرق الأردن عام 1921 من ثلاث مُقاطعات هي: السلط، عجلون والكرك، وتألّفت كلّ مُقاطعة من قائمقاميّات ومُديريّات يرأس المقاطعة مُتصرّف، والقائمقاميّة قائمقام.
- في عام 1923 تمّ تعديل التقسيم السابق ليتكون شرق الأردن من 6 مقاطعات هي: عمّان، الكرك، مأدبا، السلط، جرش، إربد. هذا التقسيم الجديد إطلاق اسم الحاكميّة الإدارية على المقاطعة والناحية، وتم إلغاء اسم اللواء، والقضاء، والناحية.
- في عام 1927 أصبح التقسيم الإداري بموجب حاكميّات بدرجات مختلفة كما يلي:

1. حاكميّات الدرجة الأولى في إربد والسلط والكرك ومعان.
2. حاكميّات الدرجة الثانية في جبل عجلون وجرش ومأدبا وعمّان والطفيلة والعقبة.
3. حاكميّات من الدرجة الثالثة في الكورة، بني كنانة، الرمثا، الباقورة، أم قيس، تل الأربعين، الجيزة، ذيبان، وادي السير، الزرقاء، غور الصافي والشوبك.

- من عام 1928 إلى عام 1946، تم تقسيم إمارة شرق الأردن إلى أربعة ألوية:

1. لواء عجلون ومركزه إربد، وكان فيه 221 قرية وثلاثة أقضية هي إربد، عجلون وجرش، وكان يتبعه كذلك نواحي: الرمثا، الكورة، ملكا (بني كنانة).
2. لواء البلقاء وكان فيه 83 قرية ومركزه السلط وثلاثة أقضية: عمّان، السلط، مأدبا.
3. لواء الكرك ومركزه الكرك وفيه 93 قرية وعشيرة موزّعة على قضاءي الكرك والطفيلة وناحية العراق وغور المزرعة (ناحية المزار).
4. لواء معان ومركزه معان وكان فيه 38 قرية وعشيرة موزعة على قضائي معان والعقبة ونواحي الشوبك ووادي موسى.

- عام 2000، تم تقسيم المملكة بنظام التقسيمات رقم 46. وضم هذا التقسيم ثلاثة أقاليم، 12 محافظة، تحتوي على 51 لواء، و38 قضاء على النّحو التالي:

1. الإقليم الشّمالي وفيه أربع مُحافظات هي: إربد، عجلون، جرش، والمفرق، ويشتمل على 16 لواء و14 قضاء.
2. الإقليم الأوسط وفيه أربع مُحافظات هي: العاصمة، الزرقاء، البلقاء، ومادبا، ويشتمل على 19 لواء و15 قضاء.
3. الإقليم الجنوبي وفيه أربع مُحافظات هي: الكرك، معان، الطفيلة، والعقبة ويشتمل على 16 لواء و9 أقضية.

## الألوية والأقضية

### محافظة العاصمة
تتالف محافظة العاصمة من الألوية والأقضية التالية:
| لواء قصبة عمان ومركزه العبدلي ويشمل مناطق     | منطقة العبدلي، منطقة رأس العين، منطقة المدينة، منطقة زهران، منطقة اليرموك، منطقة بدر. |  |
| لواء ماركا ومركزه ماركا ويشمل مناطق           | منطقة ماركا، منطقة النصر، منطقة طارق، منطقة بسمان. |  |
| لواء القويسمة ومركزه الجويدة ويشمل مناطق      | القويسمة، الجويدة، أبو علندا، الرجيب، خريبة السوق، جاوا، اليادودة، أم قصير، المقابلين. |  |
| لواء الجامعة ومركزه الجبيهة ويشمل مناطق       | منطقة الجبيهة، منطقة صويلح، تلاع العلي، خلدا، أم السماق، أبو نصير، شفا بدران، الكمالية. |  |
| لواء وادي السير ومركزه وادي السير ويشمل مناطق | منطقة وادي السير، منطقة بدر الجديدة، مرج الحمام، البصة، عراق الأمير، أبو السوس، البحاث، الألمانية، القصبات، الرجاحة، الثغرة، الحامدية، وادي الشتا، الطبقة، الدبة، أم نجاصة. |  |
| لواء سحاب ومركزه سحاب ويشمل المدن والقرى      | سحاب، العبدلية، زملة العليا، الخشافية الشمالية، الخشافية الجنوبية، المناخر، قعفور. |  |
| لواء الجيزة ومركزه الجيزة                     | الجيزة، أم العمد، نتل، اللبن، القسطل، منجا، أم الوليد، حواره، أرينبه الغربي، العامرية، جلول، الطنيب، المنارة، الخضراء، الزيتونة، أرينبه الشرقية. الزعفران، صوفه، زيزيا، أم قصير، ضبعه، زينب، الدليلة، أم رمانة، الهربج، القنيطرة، العرين، الناصرية، ضبيعه، الزميله، المبروكة، الشهباء، الخالدية، الخريم، الغبية، منشية الجيزة، السيفية، الباسلية، الراشدية، الثمد، الصلاحية |  |
| لواء الموقر ومركزه الموقر ويشمل المدن والقرى  | الموقر، النقيرة، الفيصلية، مغاير مهنا، الذهيبة الشرقية، المشاش، المنشية، أم بطمة، الحاتمية، غزالة، السومرية، روضة السحين، الحنيفية، الفالج، الزميلات، المطبة. |  |
| لواء ناعور ومركزه ناعور ويشمل المدن والقرى    | ناعور، العدسية، المنشية وأم القطين، قرة تركي، أدبيان، المنصورة، البنيات، أم السماق، بصة ناعور، سيل حسبان، العامرية، العالية، بلعاس، زبود، أبو نقله |  |

| قضاء رجم الشامي ومركزه (رجم الشامي الغربي) ويشمل القرى | رجم الشامي الغربي، سالم، الهاشمية، رجم الشامي الشرقي، الذهيبة الغربية، الباسلية، الكتيفة، اللسين، الماجدية، الرابية.                                                                    |
| قضاء أم الرصاص ومركزه أم الرصاص ويشمل القرى التالية    | أم الرصاص، الرامة، الرميل، طور الحشاش، سالية، سواقه، الدامخي، الياهون، عليان، رجم عقاب، جميل، الثريا، المشيرفه، رجم فهيد، أبو الحصانيا، أبو حليليفة، الندوة، المصيطة، النهضة، الفيصلية. |
| قضاء أم البساتين ومركزه أم البساتين ويشمل القرى        | أم البساتين، السامك، أم العساكر، أم الكندم، أم البرك، ماسوح |
| قضاء حسبان ومركزه حسبان ويشمل القرى                    | سبان، المشقر، الروضة، عال. |

### محافظة الزرقاء
| لواء قصبة الزرقاء ومركزه مدينة الزرقاء ويشمل المدن والقرى | الزرقاء، جريبا، نصار، الطافح، الركبان |
| لواء الرصيفة ومركزه الرصيفة ويشمل المدن والقرى            | الرصيفة، أبو صياح |
| لواء الهاشمية ومركزه الهاشمية ويشمل المدن والقرى          | الهاشمية، السخنة، قرى بني هاشم (أبو الزيغان، دوقرة، عين النمرة)، غريسا، أم صليح، القنية، ضبعان، طواحين العدوان، السمراء، الحصب، حي المصفاة، الرحيل |

| قضاء بيرين ومركزه بيرين ويشمل القرى                                  | بيرين، أم رمانة، الكمشة، العالوك، صروت، مرحب، الميدان، الزهراء، رجم الشوك، الناصرية، المكمان، المسرة الشرقية، المسرة الغربية، الماخذات، الخلة، مقام عيسى، عين صابر، البيرة، الرياض، السحارة |
| قضاء الضليل ومركزه الضليل ويشمل القرى                                | الضليل، قصر الحلابات الشرقي، قصر الحلابات الغربي، الدهيثم، سايح ذياب، الناصرية (المشاقبة),                                                                                                  |
| قضاء الأزرق ومركزه مثلث (الأزرق الشمالي والجنوبي) ويشمل المدن والقرى | الأزرق الشمالي، الأزرق الجنوبي، العمري، عين البيضا، المزارع، أم المسايل، ، الدغيلة، إسكان القاعدة، حي حمزة، حي التطوير الحضري وقد تم ترفيع قضاء الأزرق عام 2012 إلى لواء                    |

### محافظة معان
| لواء قصبة معان ومركزه مدينة معان ويشمل المدن والقرى      | معان، المحطة، دبة الكرم، عقيقه، الطاحونه، العوينة، البريكة، المبروكة، حطيه، محطة الجرذانه |
| لواء البتراء ومركزه وادي موسى ويشمل المدن والقرى التالية | وادي موسى، الطيبة، الراجف، البتراء، دلاغه، أم صيحون، البيضا، الحي، بئر حمد، المديرج، عين أمون، خربة أم الطليان الذروة، حمزة، الرسيس، الدلبة، أم الرخم، إسكان الحي الجديد                                                                         |
| لواء الشوبك ومركزه الشوبك ويشمل المدن والقرى التالية :   | الشوبك، الزبيرية، المثلث، المنصورة، المقارعية، الجهير، بئر الدباغات، بير خداد، حوالة، الحدادة، الفيصلية، الزيتونة، النهضة، أبو مخطوب، الجاية، الجنينة، شماخ، صيحان، بير الطافي، بدا، الأرزة، الرميلات، مقدس وأم صوان، بدبدا، بئر بن جازي، الهيشة |
| لواء الحسينية ومركزه الحسينيه ويشمل المدن والقرى التالية | الحسينية، الهاشمية، عنيزه، الفجيج، الدعجانية، حديرا، تل برما |

| قضاء أيل ومركزه أيل ويتألف من القرى التالية     | أيل، روضة الأمير راشد، بسطه، الفرذخ، أوهيدة، بير أبو دنه، الصدقة، بير البيطار، أبو العظام، الجث                                                  |
| قضاء الجفر ومركزه الجفر ويشمل القرى التالية     | الجفر، المدورة، الشيدية، باير، المشاش، الشهيباء، كبيدة، العناب، كبد، سهب                                                                         |
| قضاء المريغة ومركزه المريغة ويشمل القرى التالية | المريغة، النقب، قرين، أبو اللسن، سويمره، طاسان، القاسميه، الثغرة، الفيصلية، أراضي الشراة الجنوبية، ضور، الفرش، الحياض، حييض، خشم البتراء، الحطية |
| قضاء أذرح ومركزه أذرح ويشمل القرى التالية       | أذرح، المنشية، الجرباء الكبيرة، المحمدية، الطميعة، الجرباء الصغيرة، بير أبو العلق، الأشعري، العرجا، ملغان                                        |

### محافظة إربد
| لواء قصبة إربد ومركزه مدينة إربد ويشمل المدن والقرى التالية               | إربد، حوارة، كفر يوبا، بيت راس، بشرى، المغير، علعال، سال، حكما، سوم، زحر، بيت يافا، فوعره، دوقره، ججين، كفر جايز، مرو، تقبل، كفر رحتا، اسعره، جمحه، ناطفه، هام، أم الجدايل، حور، الوصيفة |
| لواء الرمثا ومركزه الرمثا ويشمل المدن والقرى التالية                      | 1. الرمثا، الطرة، الشجرة، عمراوة، البويضة، الذنيبه |
| لواء الكورة ومركزه مدينة دير أبي سعيد ويشمل المدن والقرى التالية          | دير أبي سعيد، جديتا، كفر الماء، الاشرفية، كفر عوان، كفر أبيل، سموع، تبنه، بيت ايدس، كفر راكب، جفين، جنين الصفا، زمال، كفر كيفيا، أبو القين، الرقة، الصوان، دير العسل، الرهوة، خربة الحاوي، ارخيم، اسكايين |
| لواء بني كنانة ومركزه سما الروسان ويشمل المدن والقرى التالية              | سما الروسان، كفر سوم، حاتم، سحم، ملكا، حرثا، خرجا، أم قيس، سمر، حريما، يبلا، الرفيد، المنصورة، المخيبة التحتا، عقربا، حبراص، الحمة الأردنية، اليرموك الجديدة، عزريت، أبو اللوقس، المزيريب، العشة، المنارة، برشتا، القصيرين بلد الشيخ، اليرموك، الخريبة، ابدر، القصفة، السيلة، دار الباشا، الزوية، البرز                                                                              |
| . لواء الأغوار الشمالية ومركزه الشونة الشمالية ويشمل المدن والقرى التالية | الشونة الشمالية، المشارع، كريمة، وادي الريان، الشيخ حسين، المنشية، وقاص، العدسية، طبقة فحل، معاذ، الباقورة، وادي العرب، أبو سيدو، سليخات، أبو هابيل، تل الأربعين، قليعات، الزمالية، العزية، الحراوية، المرزة، أبو زياد، الشيخ محمد، جسر المجامع، عراق الرشدان، ماجد، الساخنة، القرن، بصيله، كركمة، المدراج، الفقير، المدرسة، سبيره، الجرم، العوجا الشمالية، العوجا الجنوبية، الراسية |
| . لواء بني عبيد ومركزه الحصن ويشمل المدن والقرى التالية                   | الحصن، النعيمة، الصريح، ايدون، كتم، شطنا، عالية |
| . لواء المزار الشمالي ومركزه المزار الشمالي ويشمل المدن والقرى التالية    | المزار الشمالي، دير يوسف، ارحابا، عنبه، حبكا، جحفيه، زوبيا، صمد، حوفا المزار، الزعترة، سراس، الإبراهيمية، الرحمة |
| لواء الطيبة ومركزه الطيبة ويشمل المدن والقرى التالية                      | الطيبة، صما، دير السعنة، مخربا، مندح، زبده الوسطية، ابسر أبو علي |
| . لواء الوسطية ومركزه كفر أسد ويشمل المدن والقرى التالية :                | كفر أسد، قميم، حوفا الوسطية، قم، كفر عان، الخراج، صيدور |

### محافظة المفرق
| لواء قصبة المفرق ومركزه مدينة المفرق ويشمل المدن والقرى التالية                       | المفرق، منشية بني حسن، ايدون، أم النعام الشرقية، أم النعام الغربية، حيان المشرف، المزه، الغدير الأبيض، بويضة الحوامدة، طيب اسم، رجم سبع الشمالي |
| لواء البادية الشمالية ومركزه مثلث صبحا ويشمل المدن والقرى التالية                     | الصفاوي، المنارة، الصالحية، الحميدية، الاشرفية، البشرية، بلدة بني هاشم، رحبة ركاد، روضة الأمير حمزة، نايفه، زملة الأمير غازي، السعادة، البستانه، القيصومة، الهاشمية الشرقية، منشية الخليفة، عالية الشويعر                                                                                  |
| . لواء البادية الشمالية الغربية ومركزه مثلث جامعة آل البيت ويشمل المدن والقرى التالية | الزعتري، الباعج، أم السرب، المنصورة، ثغرة الجب، الزبيدية، النهضة، منشية السلطة، المفردات، حويجه، روضة الرويعي، الرابية، الفحيليه، المشرف، روضة أبو الهيال، الصوالحة، الناصرية (بني خالد)، البوادي، الخالدية، المبروكة، المشيرفة، قرى السرحان، الحمرا، السويلمة، حوشا، بريقا، الخناصري، فاع |
| لواء الرويشد ومركزه الرويشد ويشمل المدن التالية                                       | الرويشد، منشية الغياث، صالحية النعيم، الروضة، الريشة الغربية، الرقبان، الأثنى، الفيضة، الريشة الشرقية، الكرامة، المشاقيق، روضة الرويشد |

| قضاء بلعما ومركزه بلعما ويشمل القرى التالية             | بلعما، الزنيه، حيان الرويبض، الخربة السمراء، المزرعة، النزهة، البستان، الزيتونة، خريسان، منشية العليان، القهوجي، الفيصلية، الزميله، النظامية، النهضة، النمرة، المراجم، حمنانه، أم صويوينه، نيان، أبو الظهور، الربوة، الظاهرية، الشريفيه، الطوق، مداوير النزهة، القادرية، تل المضابع، الزغيله، القعره، الروضة |
| قضاء ارحاب ومركزه ارحاب ويشمل القرى التالية             | ارحاب، الدجنية، هويشان، المعمرية، بويضة العليمات، البويضة الغربية، حمامة العليمات، حمامة العموش، الدقمسة، نادره، المدور، أم بطيمة، دحل، الصهاه، حميد، الكرم، عين، الزعفرانه، المنيفه، صعد، أبو السوس، السحري، أم حصماصه، خطلة، أم رمانة، مداوير عين، الرشاده، عين النبي                                      |
| قضاء المنشية ومركزه منشية بني حسن ويشمل القرى التالية   | منشية بني حسن، دير ورق، أم اللولو |
| قضاء صبحا ومركزه صبحا ويشمل القرى التالي                | صبحا، الدفيانه، سبع اصير، صبحيه، كوم الرف، منشية القبلان، الفيصلية، الحرارة |
| قضاء أم الجمال ومركزه أم الجمال ويشمل القرى التالية     | أم الجمال، روضة بسمه، الكوم الأحمر، العاقب، عمره وعميره، السعيديه، رسم الحصان، منشية الجدوع، النزهة، الرحمات، منشية الخميس، منشية اللويبد، الزهور، حميدية المساعيد، طيبة المساعيد |
| قضاء دير الكهف ومركزه دير الكهف ويشمل القرى التالية     | دير الكهف، الرفاعيات، روضة الأمير علي بن الحسين، الجبيه، دير القن، مثناة راجل، قاسم، الجدعا، تل رماح، ارينبة النعيمات، مدور القن، الثلاج، خشاع القن، السويلميه، المنصورة، التل الأصفر، جاوا، مريجب، أم حسين، المنيصة                                                                                         |
| قضاء أم القطين ومركزه أم القطين ويشمل القرى التالية     | أم القطين، خشاع سليتين، المكيفتة، المعزولة، منشية القنو، غدير الناقة، الحسينية |
| قضاء سما السرحان ومركزه سما السرحان ويشمل القرى التالية | سما السرحان، مغير السرحان، رباع السرحان، جابر السرحان، منشية الكعيبر، سميا السرحان، جابر (مركز الحدود)، زملة الطرقي، المطلة، الحرفوشية |
| قضاء حوشا ومركزه مثلث حوشا ويشمل القرى التالية          | حوشا، الحمراء، فاع، الحرش، بريقا، الأكيده، الخناصري، السويلمه، المشيرفه، الدندنية، الدرزية |
| قضاء الخالدية ومركزه الخالدية ويشمل القرى التالي        | الخالدية، المبروكة، السهل، المشرفه، ضاحية الحسين، الحصينيات |

### محافظة البلقاء
ألوية البلقاء
تقسم محافظة البلقاء إلى 5 ألوية وهي :
لواء قصبة السلط ومركزه مدينة السلط
لواء ماحص والفحيص ومركزه الفحيص
لواء دير علا ومركزه دير علا
لواء عين الباشا ومركزه عين الباشا
لواء الشونة الجنوبية ومركزه مدينة الشونة الجنوبية

### محافظة الطفيلة
تنقسم إلى ثلاث ألوية 1 لواء قصبة الطفيله ومركزه مدينة الطفيلة 2 لواء بصيرا ومركزه بصيرا 3 لواء الحسا ومركزه الحسا

### محافظة الكرك
تنقسم إلى 6 ألوية:
1- لواء قصبة الكرك ومركزه مدينة الكرك
2-لواء المزار الجنوبي ومركزه المزار الجنوبي
3-لواء القصر ومركزه القصر
4-لواء الاغوار الجنوبية ومركزه غور الصافي
5-لواء عي ومركزه عي
6-لواء فقوع ومركزه فقوع
7-لواء القطرانة ومركزه القطرانة

### محافظة مادبا
تقسم محافظة مادبا إدارياً إلى لوائين هما :
1- لواء قصبة مادبا ومركزه مدينة مادبا
2- لواء ذيبان ومركزه ذيبان

### محافظة جرش
| لواء قصبة جرش ومركزه مدينة جرش ويشمل المدن والقرى التالية | 1. جرش، سوف، ساكب، كفر خل، الكتة، ريمون، بليلا، قفقفا، نحلة، الربوة، دير الليات، الحدادة، مقبلة، الكفير، زقريط، الجبارات، عصفور، الرشايدة، أم رامح، عنيبه، جبا، أم الزيتون، النبي هود، الحسينيات، أم قنطرة، نجدة، المجر، العبارة، جملا، قريع، دبين، الرياشي، الحازية، عمامة، الشيخ مفرج، السبطه، دير عجلون، الجنيدية، المشيرفة، الفيحاء |

| قضاء المصطبة ومركزه المصطبة ويشمل القرى التالية | المصطبة، مرصع، جبة، تلعة الرز، الرحمانية، الراية                 |
| قضاء برما ومركزه برما ويشمل القرى التالية       | . برما، المنصورة، الجزازة، المجدل، عليمون، همتا، الفواره، الهونة |

### محافظة عجلون
| لواء قصبة عجلون ومركزه مدينة عجلون ويشمل المدن والقرى التالية | 1. عجلون 2.عنجرة، عين جنا، الهاشمية، الوهادنة، حلاوة، دير الصمادية الشمالي، خشيبة الفوقا، الجبل الأخضر، الشكارة، الفاخرة، محنا، اشتفينا، الطيارة، أم الينابيع، الساخنة، الحنش، خربة السوق، الزراعة، كفر الدرة، الجب، الحزار، الزيزفونة، السرابيس، أم الخشب، خلة سالم، خلة وردة، النقب، عويمر، الزعترة، أبو الزيتون، لستب، الصفصافة، دير الصمادية الجنوبي، الصوان |
| لواء كفرنجة ومركزه كفرنجة، ويشمل المدن والقرى التالية         | 1. كفرنجة، راجب، بلاص، السفينة، عين البستان، الحرث، دحوس، ثغرة زبيد، العامرية، البركة، أم الرمل، مريمين، خلة السمرة، كعب الملول، الشطورة، المشيرفه، العقدة، نمر، النوبة |

| قضاء صخرة ومركزه صخرة ويشمل القرى التالية   | . صخرة، عبين، عبلين، سامتا، منيف، دير البرك، خربة فارة       |
| قضاء عرجان ومركزه عرجان ويشمل القرى التالية | عرجان، باعون، راسون، أوصرة، صنعار، المرجم، عصيم، بئر الدالية |

### محافظة العقبة
| لواء قصبة العقبة ومركزه مدينة العقبة ويشمل المدن والقرى | العقبة، الدرة، المزفر، تتن                                                                           |
| لواء القويرة ومركزه القويرة ويشمل المدن والقرى          | القويرة، الراشديه، رم، الحميمة الجديدة، دبة حانوت، الشاكرية، الصالحية، العسلية، عين الهوارة، الحميمة |

| قضاء وادي عربة ومركزه الريشة ويشمل القرى | الريشة، القريقرة، رحمه، بئر مذكور، قطر، فينان، غرندل، المقرح، طابا |
| قضاء الديسة ومركزه الديسة ويشمل القرى    | الديسة، الطويسة، منيشير، الطويل، الغال                             |